# Oscar de melhor trilha sonora: comédia ou musical
O prêmio de Melhor Trilha Sonora de Comédia ou Musical foi concedido apenas entre a sexagésima-oitava (1995) e a septuagésima-primeira (1998) cerimônias.
| Ano  | Vencedor            | Compositor(es)               | Estúdio           | Outros Indicados |
| ---- | ------------------- | ---------------------------- | ----------------- | --- |
| 1995 | Pocahontas          | Alan Menken/Stephen Schwartz | Disney            | Unstrung Heroes (Thomas Newman) Sabrina (John Williams) Toy Story (Randy Newman) The American President (Marc Shaiman)                                                    |
| 1996 | Emma                | Rachel Portman               | Miramax           | James and the Giant Peach (Randy Newman) The Hunchback of Notre Dame (Alan Menken/Stephen Schwartz) The First Wives Club (Marc Shaiman) The Preacher's Wife (Hans Zimmer) |
| 1997 | The Full Monty      | Anne Dudley                  | 20th Century Fox  | Men in Black (Danny Elfman) My Best Friend's Wedding (James Newton Howard) As Good As It Gets (Hans Zimmer) Anastasia (Stephen Flaherty/Lynn Ahrens/David Newman)         |
| 1998 | Shakespeare in Love | Stephen Warbeck              | Miramax/Universal | Mulan (Matthew Wilder/David Zippel/Jerry Goldsmith) Patch Adams (Marc Shaiman) The Prince of Egypt (Stephen Schwartz/Hans Zimmer) A Bug's Life (Randy Newman)             |